# Hauptstrasse 19
Die Hauptstrasse 19 ist eine Schweizer Hauptstrasse.
Diese inneralpine Strasse verbindet das Rhonetal mit dem Rheintal und verläuft entlang der Glacier-Express-Route zwischen Brig im Kanton Wallis und Reichenau-Tamins im Kanton Graubünden.

## Verlauf

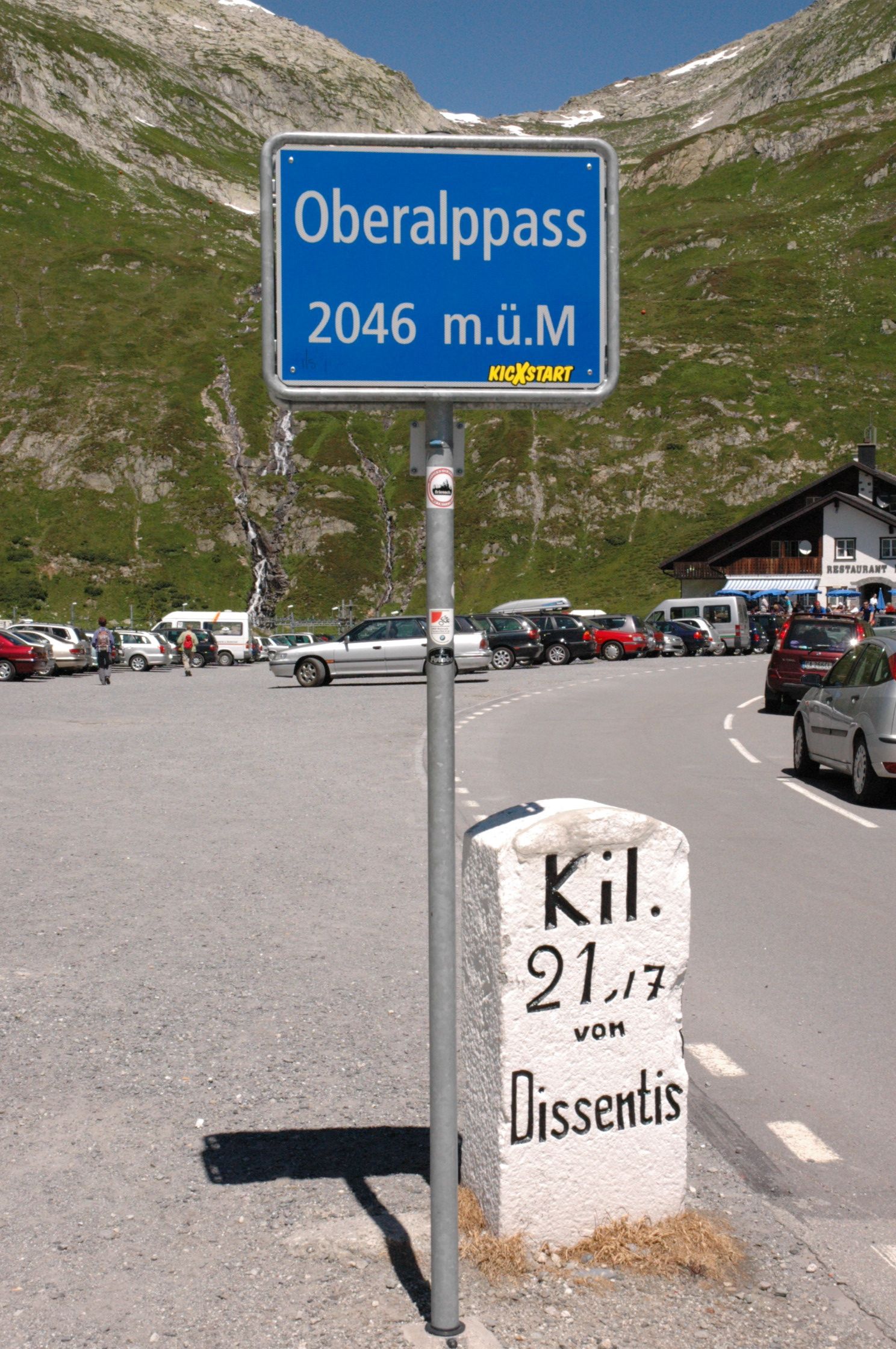
Strassentafel Oberalppass entlang der Hauptstrasse 19

Die Strasse beginnt in Brig an der Hauptstrasse 9. Sie verläuft durch das Rottental (Goms) über Fiesch und Gletsch. In Gletsch kreuzt die Strasse mit der Hauptstrasse 6, welche über den Grimselpass führt. Von Gletsch aus führt die Strasse den Furkapass hinauf, dessen Scheitelpunkt mit 2429 m ü. M. der höchste Punkt der Strasse ist. Nach dem Abstieg wird Andermatt im Urserental erreicht. Von dort aus beginnt der Aufstieg zum zweiten Pass, dem Oberalppass (2044 m ü. M.). Anschliessend führt die Strasse der Surselva über Disentis/Mustér, Ilanz und der 2007 eröffneten Umfahrung bei Flims nach Trin Mulin. Das Dorf Trin wird seit 1994 durch einen zwei Kilometer langen Tunnel umfahren. Der Tunnel Trin ist seit 2022 mit einer Photovoltaikanlage ausgestattet. Nach Tamins und Reichenau, wo die Strasse auf der Rheinbrücke Tamins den Alpenrhein überquert, mündet sie in die Autobahn A13 bzw. in die Hauptstrasse 13. Auf dieser Strasse wird in 10 km Chur erreicht.
Die Gesamtlänge dieser ganz überwiegend alpinen Strasse beträgt rund 163 Kilometer.

## Beschränkungen
Fahrzeuge mit einem Gewicht von mehr als 18 Tonnen müssen einen verhältnismässig grossen Umweg über Vevey, Bern und Zürich beziehungsweise über Italien machen (Domodossola, Bellinzona und San Bernardino), da der Furkapass wie auch der Oberalppass diesbezügliche Beschränkungen haben. Zudem ist der Furkapass mit einem Anhängerverbot belegt. Eine Alternative ist der Bahnverlad durch den Lötschberg (max. Höhe 3,55 m) oder der Bahntransport. Der Bahnverlad am Furka ist bis 20 t und einer maximalen Höhe von 3,62 m möglich.